# Wolfgang Stöckel
Wolfgang Stöckel eigentlich Wolfgang Müller (* um 1473 in Obermünchen (Niederbayern); † um 1541 in Dresden), betrieb während der Reformationszeit in Leipzig und als erster in Dresden eine Buchdruckerei.

## Leben und Wirken
Stöckel immatrikulierte sich zum Sommersemester 1489 unter dem latinisierten Namen Wolfgangus Molitoris de Monaco (Wolfgang Müller aus München), dabei war er in der Lage die ganze Aufnahmegebühr für die Universität Erfurt zu bezahlen. Stöckel schloss sein Studium 1490 mit dem akademischen Titel eines Baccalaureus ab und ging im gleichen Jahre seine erste Ehe ein. Danach betrieb er kurzzeitig eine eigene Druckerei in Erfurt. Im Jahre 1494 ging er als Geselle zu dem Leipziger Drucker Arnold Neumarkt, Arnoldus de Colonia der ursprünglich aus Köln stammte und sich in Leipzig 1492 niederließ und dort bis 1496 wirkte. Danach, im Jahre 1495, eröffnete er in Leipzig ein Offizin, eine eigene Druckereiwerkstatt und druckte unter seinem Namen bzw. Druckersignet. Die Druckerei in Leipzig produzierte Stöckel vorwiegend Schriften für einen größeren, lesefähigen Kreis von Kunden.
Um 1504 entstand eine Filiale in Wittenberg. Dort führte er sein Gewerbe zeitweise, für einige Monate, zusätzlich aus. Um das Jahr 1508 kaufte Stöckel in Leipzig ein größeres Haus und 1523 ein weiteres hinzu. Beide Häuser musste er aber 1525 aufgrund von Schulden bzw. um an seinen Sohn Jakob das Erbe auszuzahlen wieder verkaufen.
Ab 1518 fertigte Stöckel auch Bücher des Reformators Martin Luther. Die Ideen der Reformatoren waren ein wichtiger Impuls für die nunmehr aufstrebende Buchdruckerei und den Buchhandel; inklusive der illegalen Nachdrucke, für einerseits zu einer schnellen Verbreitung reformatorischer Ideen führten. Das half aber anderseits auch die Anzahl der Druckerzeugnis stark zu erhöhen. „Ein Sermon von Ablaß und Gnade“ wurde in den Jahren von 1518 bis 1520 zweiundzwanzig Mal aufgelegt bzw. nachgedruckt, davon insgesamt drei Mal von Stöckels Druckbetrieben.

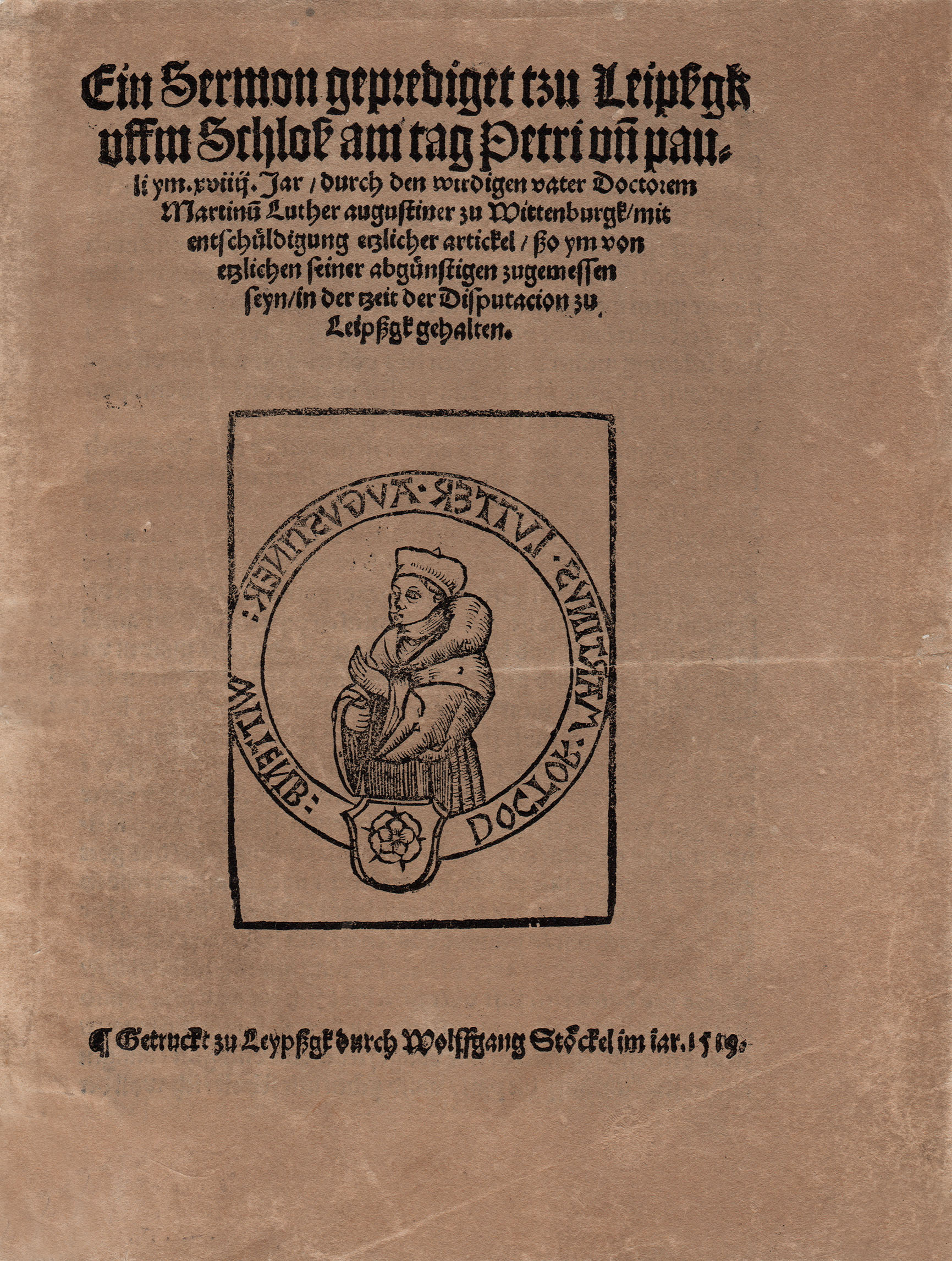
Die erste bildliche Darstellung Luthers während der Leipziger Disputation 1519. Luther, Martin: Ein Sermon geprediget tzu Leipßgk. Stöckel, Leypßgk 1519

Von Lucas Cranach d. Ä. stammte das erste bekannte Porträt Luthers, ein Holzschnitt aus dem Jahr 1519. Im selben Jahr druckte er ebenfalls ein Porträt von einem der wichtigsten Gegner Luthers, von Kardinal Albrecht von Brandenburg. Er regierte von 1514 bis zu seiner Vertreibung am 21. Februar 1541 von seiner Residenz Moritzburg in Halle an der Saale aus.

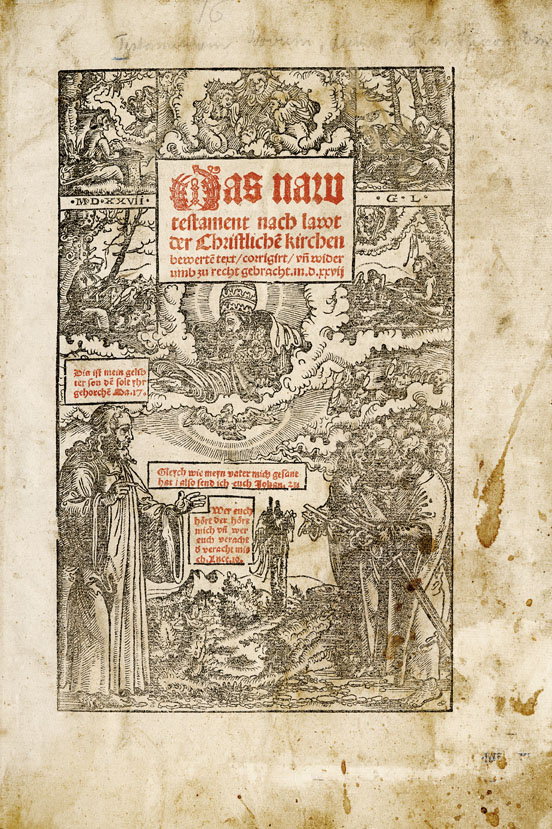
Das Neue Testament von Hieronymus Emser, einem Gegner von Martin Luther; es erschien 1527 in Dresden bei Stöckel.

Obwohl als Drucker sehr anerkannt, geriet Stöckel in wirtschaftliche Schwierigkeiten. Konkurrenz durch illegale Nachdrucke, vor allem aber staatliche Willkür in Sachsen gegen die Reformationsliteratur erschwerten das Geschäft. Wie andere Drucker betrieb Stöckel sein Gewerbe zeitweise auswärts und eröffnete im mitteldeutschen Raum weitere Filialen so in Halle, Grimma und Eilenburg; teilweise auch wegen seiner zeitweisen Verschuldungen. Dort, in Eilenburg, waren sein Geselle Nikolaus Widemar und sein Sohn Jakob als Drucker tätig.
1526 verlegte Stöckel seinen Lebensmittelpunkt nach Dresden. Dies war auf Anregung Herzog Georgs des Bärtigen veranlasst worden, der in seiner Residenz eine Druckerei benötigte, um seine Schriften gegen die Reformation drucken zu lassen. Diese Aufgabe hatte zuvor Hieronymus Emser mithilfe des Leipzigers Valentin Schumann in einer kleinen Privatdruckerei besorgt. Schumann war wegen finanzieller Schwierigkeiten nach Dresden gekommen, 1526 jedoch wieder nach Leipzig zurückgekehrt. Bis zum Jahre 1527 konnte Stöckel dessen hochwertiges Typenmaterial weiter nutzen.
Auch der Stadtrat ließ bei Stöckel seine Verlautbarungen vervielfältigen. 1527 besorgte jener den Druck der Übersetzung des Neuen Testaments nach Hieronymus Emser, zu der Herzog Georg selbst eine Vorrede geschrieben hatte. In einer Zeit, als das Urheberrecht nicht juristisch abgesichert war, erhielt Stöckel ein offizielles Privileg für den Nachdruck. Stöckel druckte auch die Schriften von Emsers Nachfolger in Dresden, Johannes Cochläus.
Nach Herzog Georgs des Bärtigen Tod im Jahre 1539, der die Reformation in Dresden verbreitete, ließ der Stadtrat die gegenreformatorischen Schriften, etwas das „Schmähbüchlein“ libellus diffamatorius von Kaspar von Stieler aufkaufen und verbrennen. Stöckel druckte nun im Auftrag von Herzog Heinrich dem Frommen die neue Ausgabe vom Unterricht der Visitatoren sowie die neue Kirchenordnung.

## Familie
Stöckel war ab 1497, wahrscheinlich schon in zweiter Ehe, mit der Witwe des Leipziger Druckers Arnold Neumarkt verheiratet. Sie hatten einen Sohn Jacob. Zusammen mit Nikolaus Widemar betrieb er eine Filiale der väterlichen Druckerei in Eilenburg. Stöckels Frau starb um 1524. 1525 heiratete er in dritter Ehe Margarethe geb. Benzing, die die Druckerei ihres Mannes ein Jahr nach dessen Tod weiterführte. Ihr gemeinsamer Sohn Mathias Stöckel (1526–1587) übernahm 1543 die Offizin des Vaters.